# Pastoral de DST/AIDS
A Pastoral de DST/AIDS é uma pastoral da Igreja Católica Romana no Brasil, vinculada à Conferência Nacional dos Bispos do Brasil, que tem como objetivo o serviço de prevenção ao HIV e a assistência aos soropositivos, acompanhando e defendendo seus direitos.

## Ligações Externas
- Página da Pastoral de DST/AIDS